# Westliche Plattenspitze
Die Westliche Plattenspitze ist ein 2883 m hoher Berg in der Silvretta am Ende des Montafons und liegt an der Grenze zwischen dem österreichischen Bundesland Vorarlberg und dem Schweizer Kanton Graubünden.

## Aufstieg
Die Besteigung erfolgt ab der Tübinger Hütte (2191 m / 2 Stunden), ab dem Vermuntsee (1743 m / 4 Stunden) über die Saarbrücker Hütte (2538 m / 2 Stunden) oder ab der Seetalhütte (2065 m / 3¼ Stunden).
Alle Wege führen über das 2728 m hoch gelegene Plattenjoch; von hier über einen ungesicherten Steig noch 20 Minuten Aufstieg zum Gipfelkreuz der Westlichen Plattenspitze. Nahe dem Joch befindet sich an seiner Nordseite, in den Fels hineingebaut, eine Unterstandshütte ohne Heizmaterial. Der bröckelige, mit leichter Kletterei erreichbare Westgipfel ist etwas höher, als der mit Kreuz bestückte Ostgipfel.
Der Ausblick vom Gipfel zeigt im Norden das Lechquellengebirge, die Allgäuer und Lechtaler Alpen, das Verwall, im Nordwesten sieht man die Drusenfluh samt Schesaplana und Sulzfluh, im Osten das imposante Bild mit Großem Litzner (3109 m), den Seehörnern, im Süden die markante Pyramide des Piz Linard (3411 m) und dahinter die Berninagruppe. Im Westen kann man viele bekannte Gipfel der etwa 150 km entfernten Berner Alpen erkennen.

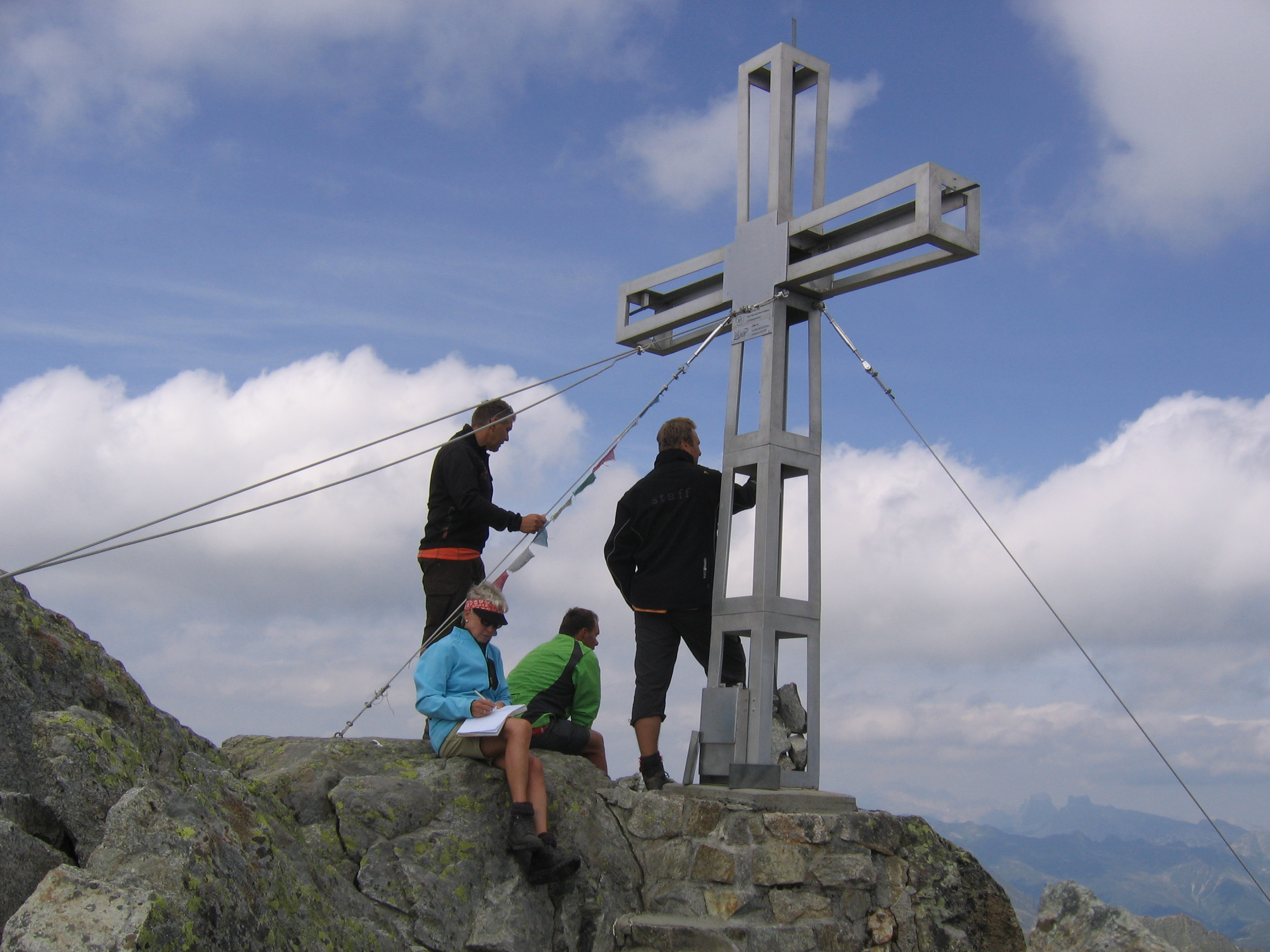
Das Gipfelkreuz
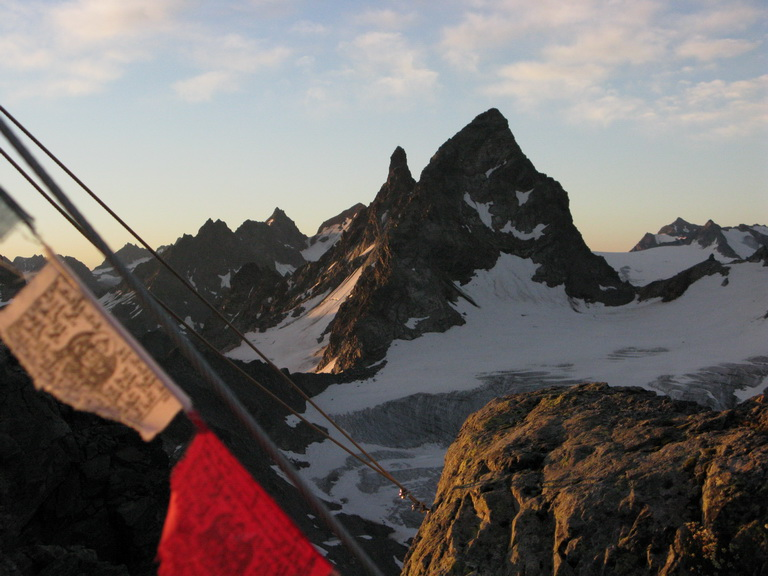
Aussicht vom Gipfelkreuz von links nach rechts: Vordere Jamspitze, Klostertaler Egghorn, Schattenspitze, Schneeglocke. Großlitzner und das Große Seehorn im Vordergrund. Rechts dahinter Piz Fliana.